# Giuseppe Maria Velzi
Giuseppe Maria Velzi (Como, 8 marzo 1767 – Montefiascone, 23 novembre 1836) è stato un cardinale e vescovo cattolico italiano, vescovo di Montefiascone dal 1832 alla morte.

## Biografia
Nacque a Como l'8 marzo 1767.
Papa Gregorio XVI lo elevò al rango di cardinale nel concistoro del 2 luglio 1832.
Morì il 23 novembre 1836 all'età di 69 anni.

## Genealogia episcopale
La genealogia episcopale è:
- Cardinale Scipione Rebiba
- Cardinale Giulio Antonio Santori
- Cardinale Girolamo Bernerio, O.P.
- Arcivescovo Galeazzo Sanvitale
- Cardinale Ludovico Ludovisi
- Cardinale Luigi Caetani
- Cardinale Ulderico Carpegna
- Cardinale Paluzzo Paluzzi Altieri degli Albertoni
- Papa Benedetto XIII
- Papa Benedetto XIV
- Papa Clemente XIII
- Cardinale Giovanni Carlo Boschi
- Cardinale Bartolomeo Pacca
- Cardinale Giuseppe Maria Velzi, O.P.